# Хибність композиції
Хибність композиції (або хибність узагальнення, від лат. Fallacia compositionis), також «від поня́ття поодино́кого до поня́ття скла́деного» (лат. a sensu diviso ad sensum compositum) — означає хибний вислів, коли на ціле переносять властивості його окремих частин, що є цілком невірним 

## Приклади

### Помилка у логіці
Приклад: «Атоми безбарвні. Троянда складається з атомів. Отже, троянда безбарвна». 
Ця інформація хибна, адже опускається взаємозв'язок атомів між собою. Ця помилка пов'язана з помилкою поспішного узагальнення, в якому необґрунтований висновок робиться з твердження про вибірку від загального твердження. Приклади: Якщо на матчі з крикету хтось встає зі свого місця, він бачить краще. Тому, якщо всі встануть, то бачитимуть краще. Деякі люди можуть стати мільйонерами притримуючись правильної концепції бізнесу. Тому, якщо кожен матиме правильну концепцію бізнесу, кожен стане мільйонером. 
Якщо бігун біжить швидше, він може виграти гонку. Тому, якщо всі бігуни бігатимуть швидше, усі вони можуть виграти гонку. Оскільки кожна частина конкретної машини має невелику вагу, машина в цілому має невелику вагу. Помилка композиції виникає, якщо з раціональності індивідів зробити висновок, що суспільство може бути однаково раціональним. 
Хворий хоче визначити, чи смертельна його хвороба, чи ні. Розглянувши кожен симптом окремо, він доходить думки, що окремо кожен симптом не смертельний; звідси він робить висновок, що його хвороба не смертельна. Але це міркування може виявитися хибним, тому що кожен симптом окремо може бути не смертельним, а всі в цілому можуть бути смертельні.

### У хімії та матеріалознавстві
У хімії та матеріалознавстві один тип атома може утворювати алотропи з різними фізичними властивостями один від одного та з окремих їх атомів, таких як алмаз та графіт, кожен з яких складається з атомів вуглецю. Те, що вірно для окремого атома вуглецю, не вірно для набору атомів, з'єднаних у матеріал. 

### У складних системах
У теорії соціальних мереж група людей, об'єднаних у соціальну мережу, може мати здібності, якими не володіють окремі люди, які складають цю саму мережу. Простий приклад — ковшова бригада, в якій люди, зібрані в ланцюг, можуть переміщати відра з водою швидше і з меншими зусиллями, ніж це може зробити неорганізована група осіб, що переносять вантаж на тій же відстані. Те, що вірно для частини (індивідууму, що має перемістити своє тіло на певну відстань, щоб перемістити вантаж), не відповідає цілому (для якої люди можуть переміщувати вантаж на відстань, просто стоячи на місці та передаючи вантаж по ланцюгу). 

### Приклади в економіці
Розподіл праці — це економічний приклад, в якому загальна продуктивність може значно зрости, коли окремі працівники спеціалізуються на різних роботах. Окремий працівник може стати більш продуктивним, спеціалізуючись на виробництві, скажімо, капелюхів, але, задовольняючи бажання багатьох інших людей щодо певного продукту, фахівець змушує інших робітників спеціалізуватися на виготовленні різних речей. Економісти використовують термін представницький агент для позначення типової особи, яка приймає рішення певного типу (наприклад, типового споживача чи типової фірми).